# Музей Сюрмондта — Людвіга
Художній музей Сюрмондта — Людвіга (Suermondt-Ludwig-Museum) створено в 1883 році в Аахені. Музей був названий на честь засновника Бартольді Сюрмонд (Barthold Suermondt). З 1901 року музей міститься в особняку «Villa Cassalette» на Вільгельм-штрасе в Аахені.
Колекцію музею складають живопис і скульптури 12 — 20 століть, гобелени й срібні вироби, вітражі від середньовіччя до двадцятого століття. Також представлені 10 тисяч малюнків, акварелей і малюнків, серед яких гравюри та малюнки Альбрехта Дюрера, Рембрандта, Франсиско де Гої.
2008 року стало відомо, що в Сімферопольському художньому музеї знаходяться 87 полотен з довоєнної колекції музею [уточнити].